# Spinasteron
Genre
Spinasteron est un genre d'araignées aranéomorphes de la famille des Zodariidae.

## Distribution
Les espèces de ce genre sont endémiques d'Australie. Elles se rencontrent en Australie-Occidentale et au Territoire du Nord.

## Liste des espèces
Selon World Spider Catalog (version 17.5, 19/10/2016) :
- Spinasteron arenarium Baehr, 2003
- Spinasteron barlee Baehr, 2003
- Spinasteron casuarium Baehr, 2003
- Spinasteron cavasteroides Baehr & Churchill, 2003
- Spinasteron knowlesi Baehr, 2003
- Spinasteron kronestedti Baehr, 2003
- Spinasteron lemleyi Baehr, 2003
- Spinasteron longbottomi Baehr, 2003
- Spinasteron ludwigi Baehr & Churchill, 2003
- Spinasteron mjobergi Baehr, 2003
- Spinasteron nigriceps Baehr, 2003
- Spinasteron peron Baehr, 2003
- Spinasteron ramboldi Baehr & Churchill, 2003
- Spinasteron sanford Baehr, 2003
- Spinasteron spatulanum Baehr & Churchill, 2003
- Spinasteron waldockae Baehr, 2003
- Spinasteron weiri Baehr, 2003
- Spinasteron westi Baehr, 2003
- Spinasteron woodstock Baehr, 2003

## Publication originale
- Baehr, 2003 : Three new endemic genera of the Asteron-complex (Araneae: Zodariidae) from Australia: Basasteron, Euasteron, and Spinasteron. Memoirs of Queensland Museum, vol. 49, no 1, p. 1-27 (texte intégral).